# Witalian (imię)
Witalian – imię męskie pochodzenia łacińskiego, wywodzące się od słowa oznaczającego "pełen życia, żywotny". Patronem tego imienia jest św. Witalian, papież.
Witalian imieniny obchodzi 27 stycznia.